# Me entrego a ti
"Me entrego a ti" é uma canção da dupla americana de música pop Ha*Ash. Foi lançado pela Sony Music Latin em 27 de novembro  de 2005 como single. É o segundo single do seu álbum de estúdio Mundos Opuestos (2005).

## Composição e desempenho comercial
Foi lançado oficialmente como o segundo single do seu álbum de estúdio Mundos Opuestos em 27 de novembro de 2005. "Me entrego a ti" foi escrito por Soraya, enquanto Áureo Baqueiro produziu a música. A música é uma balada. A canção atingiu a quarta posição da mais ouvida nas rádios do México. A música foi dedicada por Soraya a Ashley Grace, porque ela sempre a viu feliz e apaixonada. “Eu estou escrevendo músicas para as garotas. Eu gosto de garotas, eu as acho autênticas, gosto da energia delas. Eles têm um futuro muito grande, mesmo fora do México "- expressou a cantora.

## Vídeo musical
O vídeo musical de "Me entrego a ti" foi lançado em 25 de octubro de 2009 na plataforma YouTube no canal oficial de Ha*Ash. Dirigido por David Ruiz, nele você vê as irmãs com um look de "country" em uma pequena cidade, onde elas estão cantando e tocando violão.

### VersãoPrimera fila: Hecho Realidad
O segundo videoclipe de "¿Qué hago yo?", gravado para o álbum ao vivo deluxe Primera Fila: Hecho Realidad, foi lançado em 18 de maio de 2015. Foi dirigido por Nahuel Lerena. O vídeo foi gravado em um lago na cidade natal das irmãs Lake Charles. Como no vídeo oficial, você vê as garotas cantando, enquanto uma toca violão e a outra, a gaita.

### VersãoEn vivo
O videoclipe gravado para o álbum ao vivo En vivo, foi lançado em 6 de dezembro de 2019. O vídeo foi filmado em Auditório Nacional em Cidade do México, no dia 11 de novembro de 2018.

## Desempenho nas tabelas musicais
| Tabela musical (2005)              | Maior posição |
| ---------------------------------- | ------------- |
| Estados Unidos - (Latin Pop Songs) | 14            |
| México - (Monitor Latino)          | 4             |

## Histórico de lançamento
| Região       | Data                   | Formato | Gravadora        | Ref.  |
| ------------ | ---------------------- | ------- | ---------------- | ----- |
| Mundialmente | 27 de novembro de 2005 | Airplay | Sony Music Latin | [ 1 ] |